# Бирючово (Бокситогорский район)
Бирючово — деревня в Ефимовском городском поселении Бокситогорского района Ленинградской области.

## История
Согласно семитопографической карте Новгородской губернии 1847 года деревня называлась Бирчево.

БИРЮЧЕВО — деревня Забелинского общества, прихода села Озерева. Озеро Бирючевское.

Крестьянских дворов — 13. Строений — 48, в том числе жилых — 21. 

Число жителей по семейным спискам 1879 г.: 34 м. п., 33 ж. п.; по приходским сведениям 1879 г.: 33 м. п., 31 ж. п.

Сборник Центрального статистического комитета описывал её так:

БИРЮЧЕВА — деревня бывшая владельческая, дворов — 12, жителей — 79; Часовня, лавка. (1885 год)

В конце XIX — начале XX века, деревня административно относилась к Тарантаевской волости 5-го земского участка 3-го стана Тихвинского уезда Новгородской губернии.

БИРЮЧЕВО — деревня Забелинского общества, число дворов — 17, число домов — 34, число жителей: 48 м. п., 53 ж. п.; Занятия жителей: земледелие, лесные заработки. Озеро Бирючевское. Часовня, мелочная лавка. (1910 год)

- Деревня Бирючово на карте 1912 года

Согласно военно-топографической карте Новгородской губернии издания 1912 года деревня называлась Бирчево насчитывала 13 крестьянских дворов.
С 1917 по 1918 год деревня входила в состав Тарантаевской волости Тихвинского уезда Новгородской губернии.
С 1918 года в составе Череповецкой губернии.
С 1924 года в составе Соминской волости Устюженского уезда.
С 1927 года в составе Коргорского сельсовета Ефимовского района.
Согласно карте Ленинградской области Северо-западного аэрогеодезического треста ГГУ издания 1932 года деревня насчитывала 16 крестьянских дворов.
По данным 1933 года деревня Бирючово входила в состав Коргорского карельского национального сельсовета Ефимовского района.
С 1965 года в составе Бокситогорского района. В 1965 году население деревни составляло 115 человек.
По данным 1966 года деревня Бирючово также входила в состав Коргорского сельсовета.
По данным 1973 года деревня Бирючово входила в состав Озеревского сельсовета.
По данным 1990 года деревня Бирючово входила в состав Климовского сельсовета.
В 1997 году в деревне Бирючово Климовской волости проживал 21 человек, в 2002 году — 29 человек (все русские).
В 2007 году в деревне Бирючово Климовского СП проживал 12 человек, в 2010 году — 43.
В мае 2019 года Климовское сельское поселение вошло в состав Ефимовского городского поселения.

## География
Деревня расположена в южной части района на автодороге 41К-278 (Климово — Забелино).
Расстояние до деревни Климово — 7 км.
Расстояние до ближайшей железнодорожной станции Ефимовская — 61 км. 
Деревня находится на северном берегу Бирючовского озера.

## Демография
| 1997 | 2002 | 2007 | 2010 | 2017 |
| ---- | ---- | ---- | ---- | ---- |
| 21   | ↗29  | ↘12  | ↗43  | ↘26  |

### Национальный состав
Согласно данным Всероссийской переписи населения 2021 года в деревне проживали 29 человек, из них:
 русские — 18, карелы — 3 человека, остальные национальность не указали.

## Инфраструктура
На 1 января 2013 года в деревне числилось 10 домохозяйств.

## Достопримечательности
- Священная для карел роща с кельей[25]